# Reichskommissariat Niederlande
El reichskommissariat Niederlande (en neerlandés: Rijkscommissariaat Nederland) fue una unidad administrativa civil que agrupó los territorios ocupados de los Países Bajos por la Alemania nazi entre 1940 y 1945, durante el transcurso de la Segunda Guerra Mundial. El nombre completo de la entidad era reichskommissariat für die besetzten niederländischen Gebiete.
Tras la conquista alemana del país, las autoridades alemanes organizaron un régimen especial para este territorio, pues consideraban a los neerlandeses como un pueblo germánico, hermano del pueblo alemán. Como jefe máximo de la ocupación fue nombrado Arthur Seyß-Inquart, que ostentaría el cargo de reichskommissar ('Comisario del Reich'), quién contó durante toda la ocupación con la colaboración de los nazis neerlandeses del NSB (Movimiento Nacional Socialista de los Países Bajos) y de su líder, Anton Mussert.

## Organización político-administrativa
El gobierno alemán en los Países Bajos estaba liderado por el austriaco Arthur Seyß-Inquart como reichskommissar, que había sido nombrado el 29 de mayo de 1940 por Hitler. Junto a él se encontraban 4 Generalkommissare:
- Hans Fischböck, Generalkommissar für Finanz und Wirtschaft (Finanzas y economía);
- Hanns Albin Rauter, Generalkommissar für das Sicherheitswesen (Seguridad interna), que también ostentaba la jefatura de las fuerzas policiales y las SS;
- Fritz Schmidt, Generalkommissar zur Besonderen Verwendung ('Asuntos especiales'), que sería sucedido por Willi Ritterbusch después de su supuesto suicidio el 26 de junio de 1943;
- Friedrich Wimmer, Generalkommissar für Verwaltung und Justiz (Administración y justicia).

Rauter, a pesar de su subordinación nominal al gobierno de Seyß-Inquart, como un oficial de las SS respondía exclusivamente ante el reichsführer-SS Heinrich Himmler.
No fueron creados nuevos departamentos ministeriales y los antiguos funcionarios neerlandeses mantuvieron el control de sus respectivos departamentos, aunque ahora bajo la autoridad de Seyß-Inquart. Los siguientes gobiernos mantuvieron sus reducidas funciones aunque, a medida que avanzó la guerra, poco a poco fueron siendo reemplazados por miembros del NSB.

## Historia

### Ocupación alemana
El comienzo de la dominación germana de los Países Bajos comenzó con la llamada Batalla de los Países Bajos, la invasión alemana del país el 10 de mayo de 1940. Cuatro días después, tras el Bombardeo de Róterdam, se produjo la rendición de las autoridades neerlandesas y la salida de todo el gobierno y la reina Guillermina hacia Londres; Estos dejaron la autoridad gubernamental en manos del general Henri Winkelman como Comandante militar en jefe de los Países Bajos y fue quien procedió a la transmisión de poderes. El 20 de mayo se instauró una Administración militar dirigida por un Militärsbefehlshaber, Alexander Freiherr von Falkenhausen. No obstante, ésta fue rápidamente disuelta para ser reemplazada por una administración civil bajo la autoridad de Arthur Seyß-Inquart, que fue nombrado reichskommissar für die besetzten niederländische Gebiete. Hitler escogió esta opción por motivos ideológicos: los neerlandeses eran considerados una "población racialmente afín a los alemanes" y por lo tanto debía ganárseles para el movimiento nacionalsocialista.

### Planes anexionistas

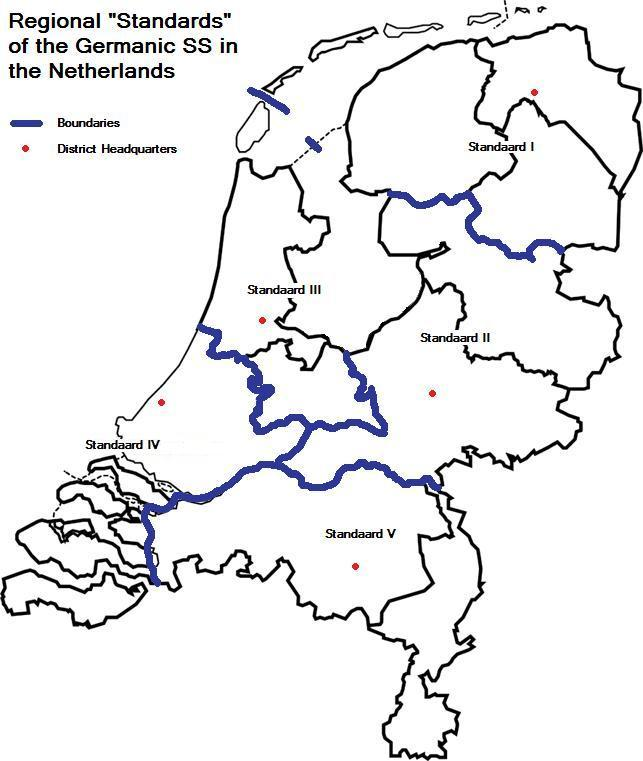
Los distritos regionales (Standaard) previstos en los planes alemanes.

Después de la invasión, los Países Bajos quedaron temporalmente bajo la autoridad de un gobernador civil alemán (un reichskommissar) hasta la decisión final que tomase el siguiente gobierno para "facilitar" a la nación neerlandesa su asimilación prevista con Alemania. En varias ocasiones, sin embargo, el régimen alemán consideró seriamente la implementación de un plan concreto para cambiar la composición territorial del reichskommissariat Niederlande. Las once provincias históricas fueron reemplazadas por cinco nuevos gewesten (en el Idioma neerlandés, término histórico para referirse a un tipo de división regional) y el reichskommissar Seyß-Inquart se autonombró "reichsstatthalter und gauleiter" para todo el país, como un primer paso de todo el plan alemán.
La idea original partía del documento redactado por  Hanns Albin Rauter, quién remitió la propuesto al Secretario del Partido nazi, Martin Bormann,  en noviembre de 1942. En ella exponía sus propuestas sobre la futura organización política de los Países Bajos y en la cual sería un componente del Tercer Reich. También demandaba una nueva división territorial en cinco nuevos reichsgaue, preferiblemente para ser liderados por veteranos neerlandeses de las SS procedentes del Frente Oriental. Estos Gaue coincidían totalmente con los cinco distritos judiciales y policiales que los alemanes habían establecido al comienzo, basados en los estándares regionales de las SS neerlandesas. Temiendo una intensa nazificación de los Países Bajos, los funcionarios más destacados del gobierno neerlandés  recomendaron a Seyß-Inquart no llevar a cabo estos pasos argumentando el caos administrativo que inevitablemente causaría, lo que llevó a las autoridades alemanas a dejarlos de lado. Cuando la Alemania nazi se vio forzada a actuar a la defensiva después de 1942, estos planes fueron pospuestos indefinidamente.

### Hacia el final
Entre 1944 y 1945 el Reichskommissariat se vio sometido a los ataques de las Fuerzas aliadas. El primer intento de liberar los Países Bajos vino con la Operación Market Garden, durante el otoño de 1944, que absorbió a un gran número de paracaidistas aliados. Sin embargo, los fallos de la inteligencia y la pobre organización de los Aliados llevaron a un fracaso de Market Garden y la estabilización de sus avances en Bélgica.

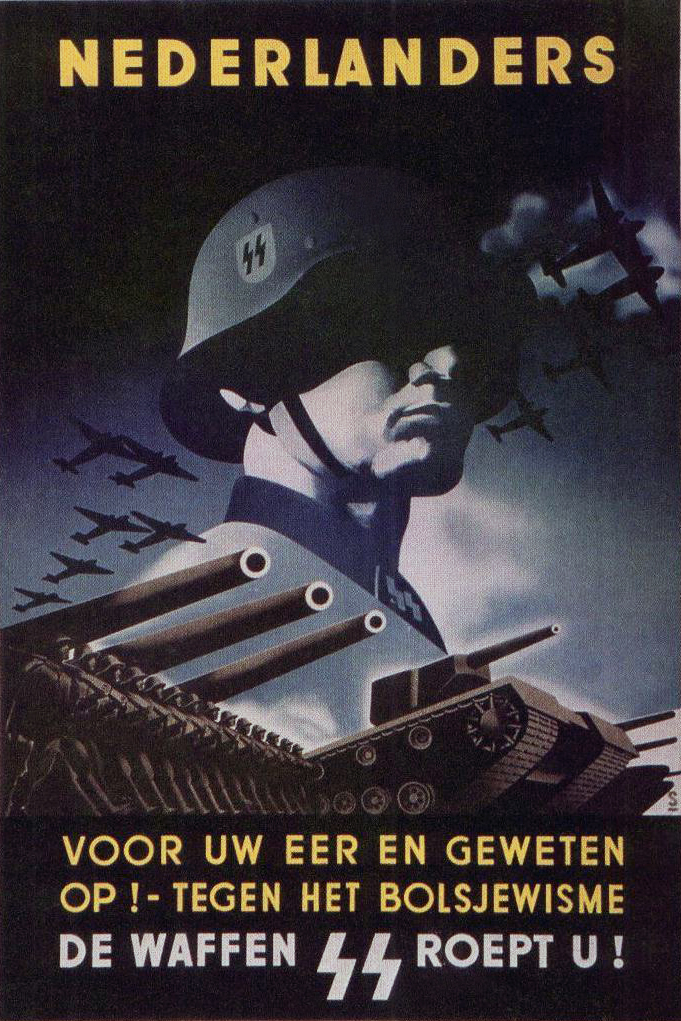
Cartel alemán impreso en neerlandés, animando a los neerlandeses a enrolarse en las Waffen-SS.

Después del Desembarco de Normandía, cuando los aliados avanzaron sobre los Países Bajos, el régimen nazi intentó llevar a cabo una política de tierra quemada y algunos diques y puertos neerlandeses fueron destruidos. El reichskommissar, sin embargo, compartía la opinión del Ministro de Armamentos Albert Speer sobre la futilidad de esas medidas y en algunas ocasiones evitó que se llevasen a cabo. Pero por otro lado, no evitó que numerosas infraestructuras fueran destruidas y que numerosos campos de cultivo quedasen anegados, lo que tendría catastróficas consecuencias. Porque cuando en septiembre de 1944 los alemanes destruyeron los diques para inundar gran parte de la tierra fértil, no sólo destrozaron vías de comunicación indispensables sino que acabaron con el último recurso fundamental para la supervivencia de los civiles neerlandeses: la producción agrícola. Hacia el final del llamado Invierno del hambre, en abril de 1945, Seyß-Inquart seguía negándose a permitir que la aviación aliada lanzar alimentos a la hambrienta población neerlandesa. A consecuencia de esta hambruna alrededor de 4 millones y medio se vieron directamente afectados y otras 18.000 personas murieron por escasees alimentarias. De acuerdo con los informes forenses, los más vulnerables fueron las personas de avanzada edad.
Durante la primavera, ante el desmoronamiento del Reich alemán, las Fuerzas canadienses presionaron la escasa resistencia alemana y paulatinamente fueron liberando los Países Bajos. El 5 de mayo de 1945, el Generaloberst Johannes Blaskowitz aceptó la rendición incondicional de las Fuerzas alemanas en los Países Bajos, firmando el acta de rendición en Wageningen.